# Micrurus distans
La serpiente coralillo del occidente mexicano, también conocida como coral del oeste mexicano o coralillo (Micrurus distans) es una especie perteneciente a la familia Elapidae. Mide poco más de un metro. Su patrón de coloración es variable y consiste en anillos negros, amarillos y rojos. En cuanto a anillos negros, presenta de seis a 20 en el cuerpo, tres a seis en la región caudal y uno nucal. Los anillos amarillos presentan de una a dos escamas dorsales. Su cabeza es de coloración negra que se extiende hacia los parietales. Con cinco a seis anillos dorsales rojos a medio cuerpo.
Es una especie endémica de México. Se distribuye en los estados de Sonora, Chihuahua, Sinaloa, Nayarit, Jalisco, Colima, Michoacán y Guerrero. Habita en selva baja caducifolia y matorral espinoso prefiriendo clima cálido y húmedo con larga temporada de secas, clima templado y húmedo con temporada de lluvia en la época calurosa del año y clima seco, seco-estepario y seco-desértico. Prefiere altitudes que van de los 600 a 2,000 m s. n. m.
La NOM-059-SEMARNAT-2010 considera a la especie como sujeta a protección especial; la UICN2019-1 como de preocupación menor. Los principales riesgos que amenazan a la especie son la alteración del hábitat debido a la tala, la agricultura y el sobre pastoreo. Asimismo, la considerable mortalidad de que es objeto, como otras especies del género Micrurus, ya que representa una amenaza para las poblaciones humanas dentro de su intervalo de distribución por tratarse de una especie venenosa.